# Mirko Kovač
Mirko Kovač (26. prosince 1938 Petrovići poblíž Nikšiće – 19. srpna 2013) byl jugoslávský spisovatel, autor řady románů, sbírek povídek, esejů, televizních dramat a filmových scénářů. Patří k významným osobnostem jugoslávské postmoderní literatury.[zdroj?] Řada jeho prací byla oceněna prestižní jugoslávskou cenou časopisu NIN a byla přeložena do řady cizích jazyků. Autor z původně srbsko-černohorského prostředí upadl v nemilost během růstu moci Slobodana Miloševiće na konci 80. let a později se přestěhoval do Chorvatska. Proto je považován za společného autora a má nemalý význam i pro chorvatskou literaturu.
Kovač se narodil chorvatskému otci a srbské matce ve vesnici Petrovići v regionu Banjani nedaleko Nikšiće v Černé Hoře. Chodil do základní školy v Trebinje, ale poté, co opustil rodinu ve věku 16 let, odešel do Vojvodiny, kde dokončil střední školu v Novém Sadu.

## Díla
- Gubilište (Popraviště), 1962
- Moja sestra Elida (Má sestra Elida), 1965
- Životopis Malvine Trifković (Životopis Malviny Trifkovićové), 1971
- Ruganje s dušom (Výsměch s duší), Naprijed, Záhřeb, 1976
- Vrata od utrobe (Brána nitra), Naprijed, Záhřeb, 1978
- Uvod u dugi život (Úvod do dlouhého života), 1983
- Evropska trulež (Evropská hniloba), 1986
- Kristalne rešetke (Křišťálové mříže), Bosanska knjiga, Sarajevo, 1995
- Grad u zrcalu (Město v zrcadle), Fraktura, Zaprešić, 2007, ISBN 978-953-266-040-1